# Sebas Moyano
Francisco Sebastián Moyano Jiménez, detto Sebas (Villanueva del Duque, 23 marzo 1997), è un calciatore spagnolo, attaccante del Real Saragozza.

## Carriera

### Club
Cresciuto nel settore giovanile del Villanueva del Duque, nel 2013 si trasferisce al Córdoba, con cui esordisce fra i professionisti il 18 marzo 2017, in occasione dell'incontro di Segunda División pareggiato per 0-0 contro il Numancia.
Il 7 settembre 2020 viene acquistato a titolo definitivo dal Lugo, firmando un contratto triennale. Tuttavia, a causa di problemi burocratici, l'11 novembre viene ceduto in prestito all'Ebro per l'intera durata della stagione.

### Nazionale
Ha giocato nelle nazionali giovanili spagnole Under-17 ed Under-18.

## Statistiche

### Presenze e reti nei club
Statistiche aggiornate al 30 gennaio 2023.
| Stagione                 | Squadra                  | Campionato               | Campionato | Campionato | Coppe nazionali | Coppe nazionali | Coppe nazionali | Coppe continentali | Coppe continentali | Coppe continentali | Altre coppe | Altre coppe | Altre coppe | Totale | Totale |
| Stagione                 | Squadra                  | Comp                     | Pres       | Reti       | Comp            | Pres            | Reti            | Comp               | Pres               | Reti               | Comp        | Pres        | Reti        | Pres   | Reti   |
| ------------------------ | ------------------------ | ------------------------ | ---------- | ---------- | --------------- | --------------- | --------------- | ------------------ | ------------------ | ------------------ | ----------- | ----------- | ----------- | ------ | ------ |
| 2013-2014                | Córdoba B                | SDB                      | 29         | 0          |                 | -               | -               |                    | -                  | -                  |             | -           | -           | 29     | 0      |
| 2014-2015                | Córdoba B                | SDB                      | 27         | 1          |                 | -               | -               |                    | -                  | -                  |             | -           | -           | 27     | 1      |
| 2015-2016                | Córdoba B                | SDB                      | 31         | 2          |                 | -               | -               |                    | -                  | -                  |             | -           | -           | 31     | 2      |
| 2016-2017                | Córdoba B                | SDB                      | 32         | 3          |                 | -               | -               |                    | -                  | -                  |             | -           | -           | 32     | 3      |
| Totale Córdoba B         | Totale Córdoba B         | Totale Córdoba B         | 119        | 6          |                 | -               | -               |                    | -                  | -                  |             | -           | -           | 119    | 6      |
| 2016-2017                | Córdoba                  | SD                       | 1          | 0          | CR              | -               | -               |                    | -                  | -                  |             | -           | -           | 1      | 0      |
| 2017-2018                | Córdoba                  | SD                       | 0          | 0          | CR              | 1               | 0               |                    | -                  | -                  |             | -           | -           | 1      | 0      |
| 2018-gen. 2019           | Córdoba                  | SD                       | 6          | 0          | CR              | 4               | 1               |                    | -                  | -                  |             | -           | -           | 10     | 1      |
| gen.-giu. 2019           | Valencia Mestalla        | SDB                      | 15         | 1          |                 | -               | -               |                    | -                  | -                  |             | -           | -           | 15     | 1      |
| 2019-gen. 2020           | Córdoba                  | SDB                      | 7          | 1          | CR              | 1               | 0               |                    | -                  | -                  |             | -           | -           | 8      | 1      |
| Totale Córdoba           | Totale Córdoba           | Totale Córdoba           | 14         | 1          |                 | 6               | 1               |                    | -                  | -                  |             | -           | -           | 20     | 2      |
| gen.-giu. 2020           | Valencia Mestalla        | SDB                      | 6          | 0          |                 | -               | -               |                    | -                  | -                  |             | -           | -           | 6      | 0      |
| Totale Valencia Mestalla | Totale Valencia Mestalla | Totale Valencia Mestalla | 21         | 1          |                 | -               | -               |                    | -                  | -                  |             | -           | -           | 21     | 1      |
| nov. 2020-2021           | Ebro                     | SDB                      | 15+8       | 3+0        |                 | -               | -               |                    | -                  | -                  |             | -           | -           | 23     | 3      |
| 2021-2022                | Lugo                     | SD                       | 19         | 3          | CR              | 2               | 0               |                    | -                  | -                  |             | -           | -           | 21     | 3      |
| 2022-2023                | Lugo                     | SD                       | 24         | 2          | CR              | 1               | 0               |                    | -                  | -                  |             | -           | -           | 25     | 2      |
| Totale Lugo              | Totale Lugo              | Totale Lugo              | 43         | 5          |                 | 3               | 0               |                    | -                  | -                  |             | -           | -           | 46     | 5      |
| Totale carriera          | Totale carriera          | Totale carriera          | 223        | 16         |                 | 9               | 1               |                    | -                  | -                  |             | -           | -           | 232    | 17     |